# Lac Kenworthy
Pour les articles homonymes, voir Kenworthy.
Le lac Kenworthy (en anglais : Kenworthy Lake) est un lac américain dans le comté de Pierce, dans l'État de Washington. Il est situé à 1 442 mètres d'altitude au sein de la Mount Rainier Wilderness, dans le parc national du mont Rainier.